# Martin Torner
Martin Torner (ou Martí Torner), né à Mallorque est un peintre qui a travaillé dans le royaume de Valence, principalement à Morella entre 1480 et 1497. Il est parfois assimilé au Maestro di Castelsardo ou au Maestro de Muntaner.
Il est probablement l'auteur d'un grand retable de la Vierge Marie, malheureusement abîmé, qui se trouve au musée de la cathédrale de Segorbe, datant de la dernière décennie du XVe siècle. 

« Torner utilise presque toujours une polychromie brillante et contrastée. La partie centrale du retable avec la Vierge et l'enfant ainsi que les scènes de l'annonciation et du couronnement de la Vierge se détachent particulièrement. Si le travail des têtes est excellent, celui des mains est assez sommaire et primitif. L'influence de Jacomart et de Reixach est assez évidente. »

Dans l'Annonce faite au berger (ci-dessous), la disproportion des tailles entre les hommes et les animaux est caractéristique du style gothique international, qui souligne ainsi les différences de statut symbolique.

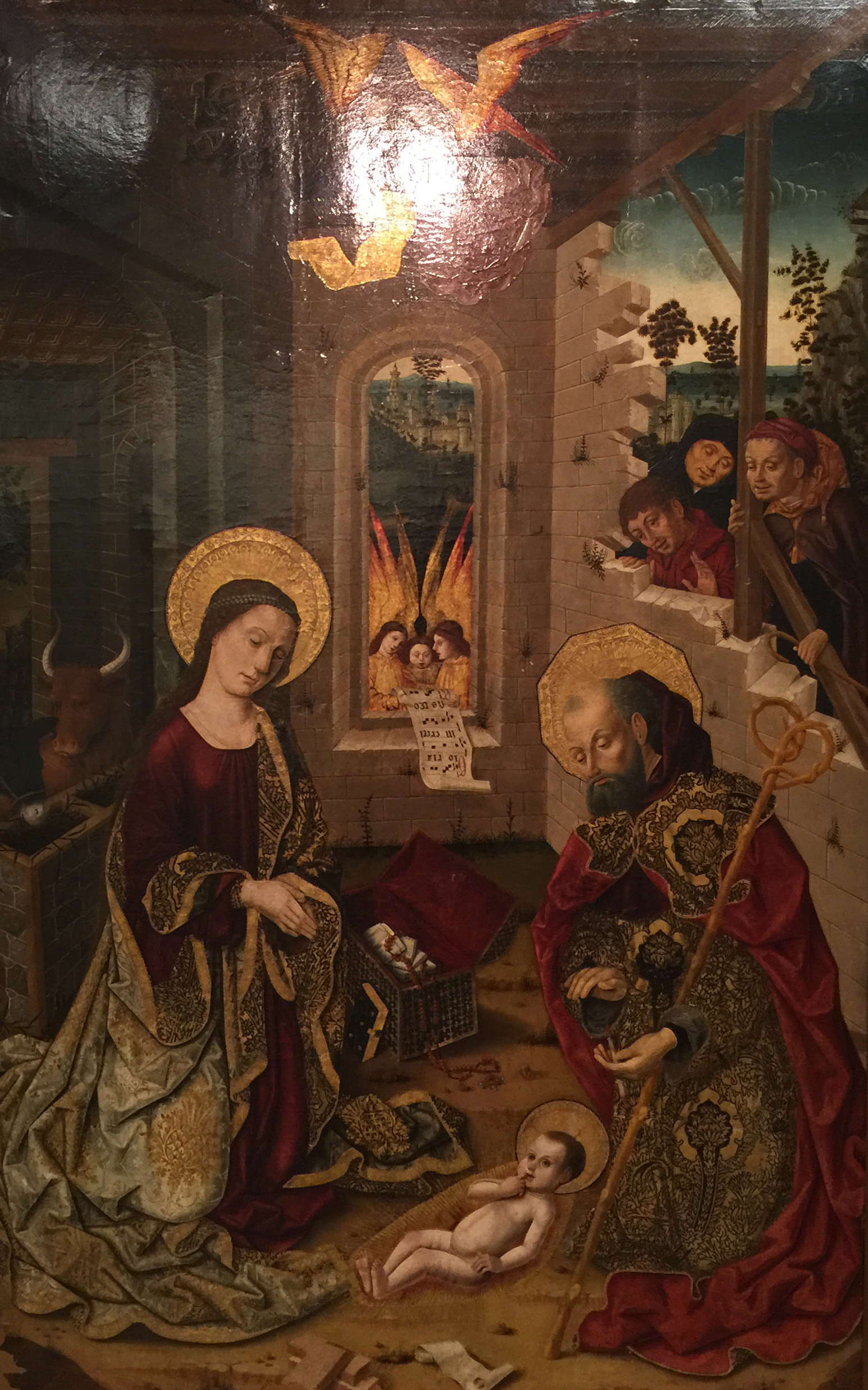
Nativité et adoration des bergers (Castellon)
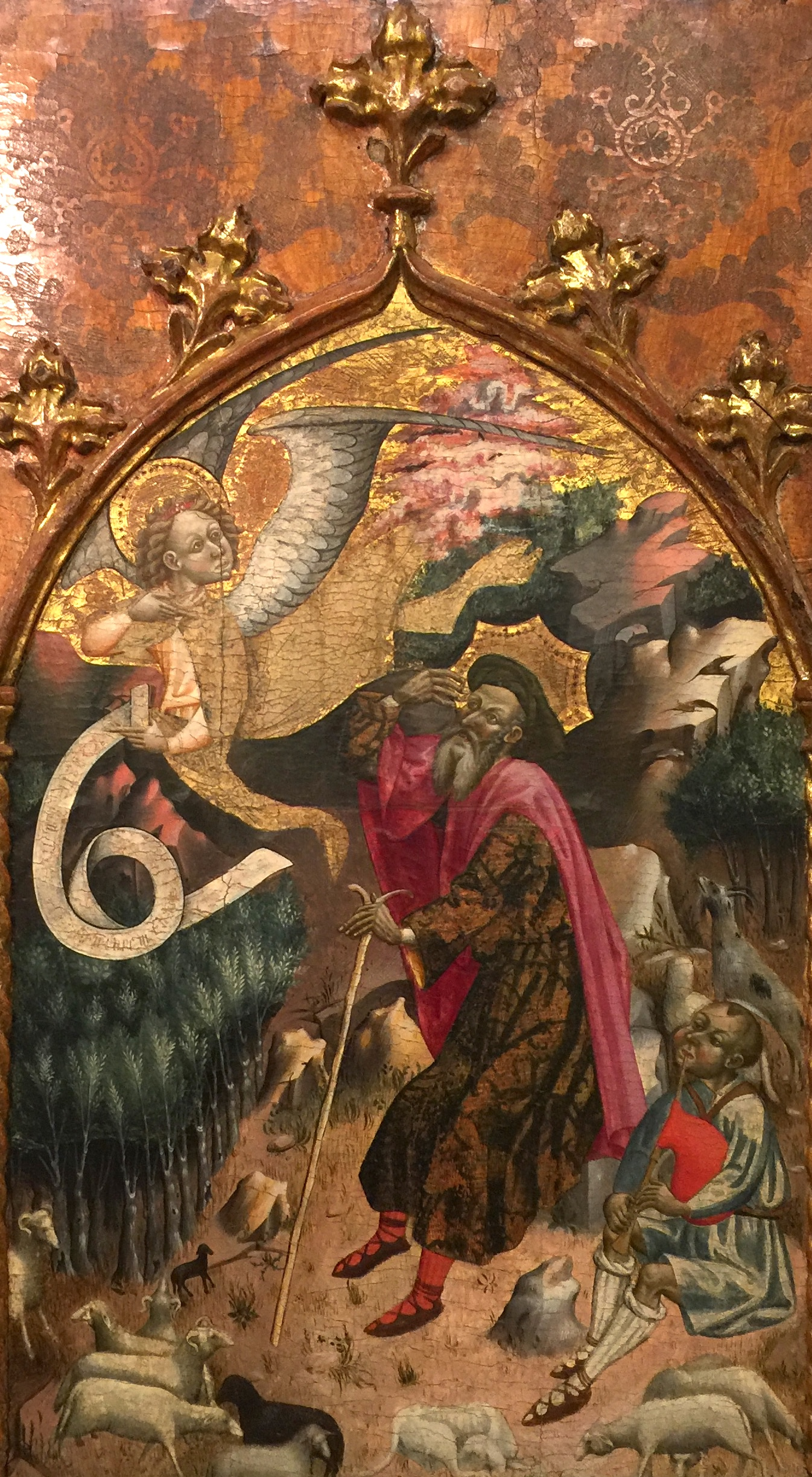
Annonciation au berger (Castellon)

## Source
- Alberto Velasco Gonzalez (dir.), Late gothic painting in the crown of Aragon and the Hispanic kingdoms, Boston : Brill, 2018 (lire en ligne).